# Liste der Monuments historiques in Saint-Pierrevillers
Die Liste der Monuments historiques in Saint-Pierrevillers führt die Monuments historiques in der französischen Gemeinde Saint-Pierrevillers auf.

## Liste der Immobilien
| Bezeichnung    | Beschreibung           | Standort               | Kennzeichnung | Schutzstatus | Datum | Bild           |
| -------------- | ---------------------- | ---------------------- | ------------- | ------------ | ----- | -------------- |
| Kirche St-Remi | ab dem 12. Jahrhundert | Rue de l’Église (Lage) | PA00106627    | Classé       | 1912  | weitere Bilder |

## Liste der Objekte
| Bezeichnung     | Beschreibung                                                 | Standort                     | Kennzeichnung | Schutzstatus | Datum | Bild |
| --------------- | ------------------------------------------------------------ | ---------------------------- | ------------- | ------------ | ----- | ---- |
| Grabstein       | mit Erwähnung einer Messstiftung; Kalkstein, 14. Jahrhundert | in der Kirche St-Remi (Lage) | PM55002323    | Inscrit      | 1991  |      |
| 40 Kirchenbänke | Eichenholz, 18. Jahrhundert                                  | in der Kirche St-Remi (Lage) | PM55002324    | Inscrit      | 1995  |      |